# العرة السفلى (همدان)

تعديل مصدري - تعديل

العرة السفلى هي إحدى قرى عزلة وادعة بمديرية همدان التابعة لمحافظة صنعاء، بلغ تعداد سكانها 1955 نسمة حسب تعداد اليمن لعام 2004.